# Silverlit PicooZ

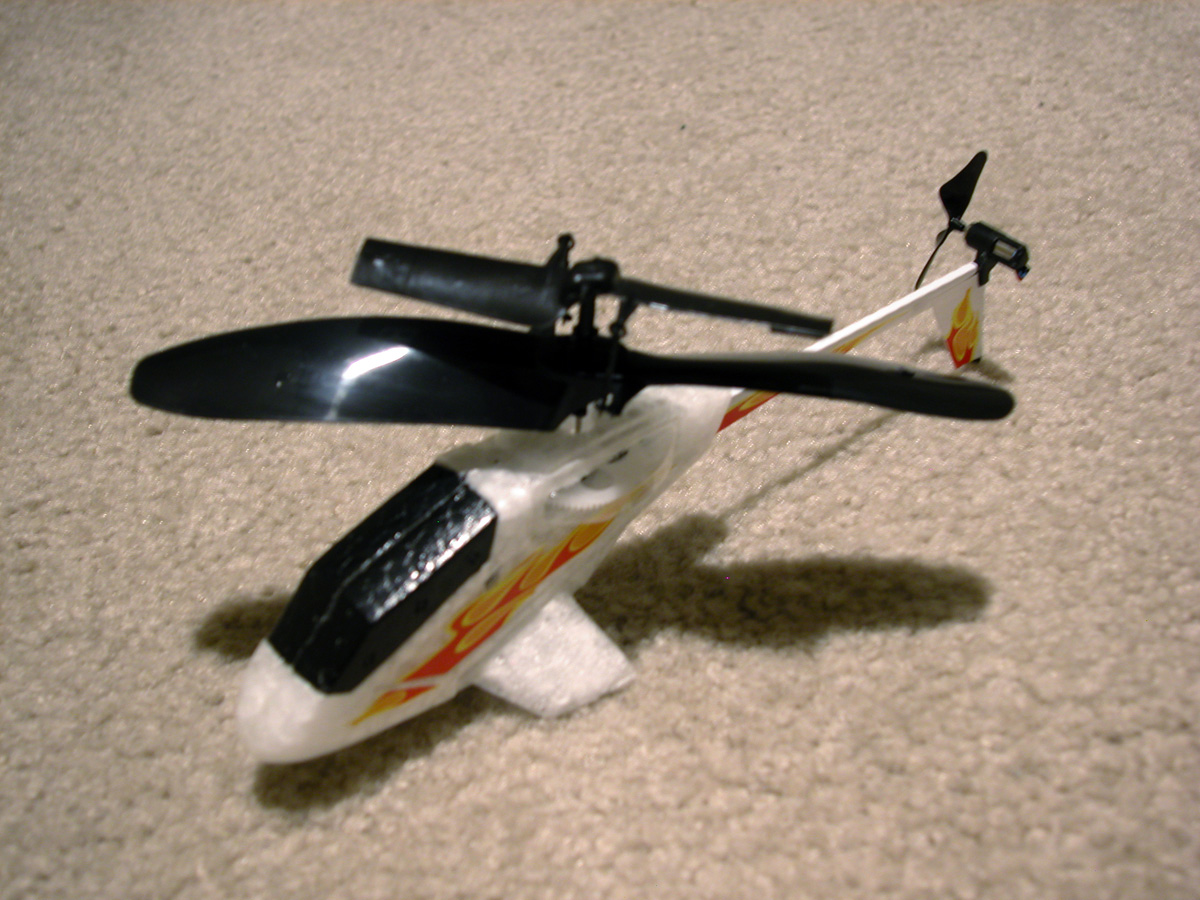
Silverlit PicooZ

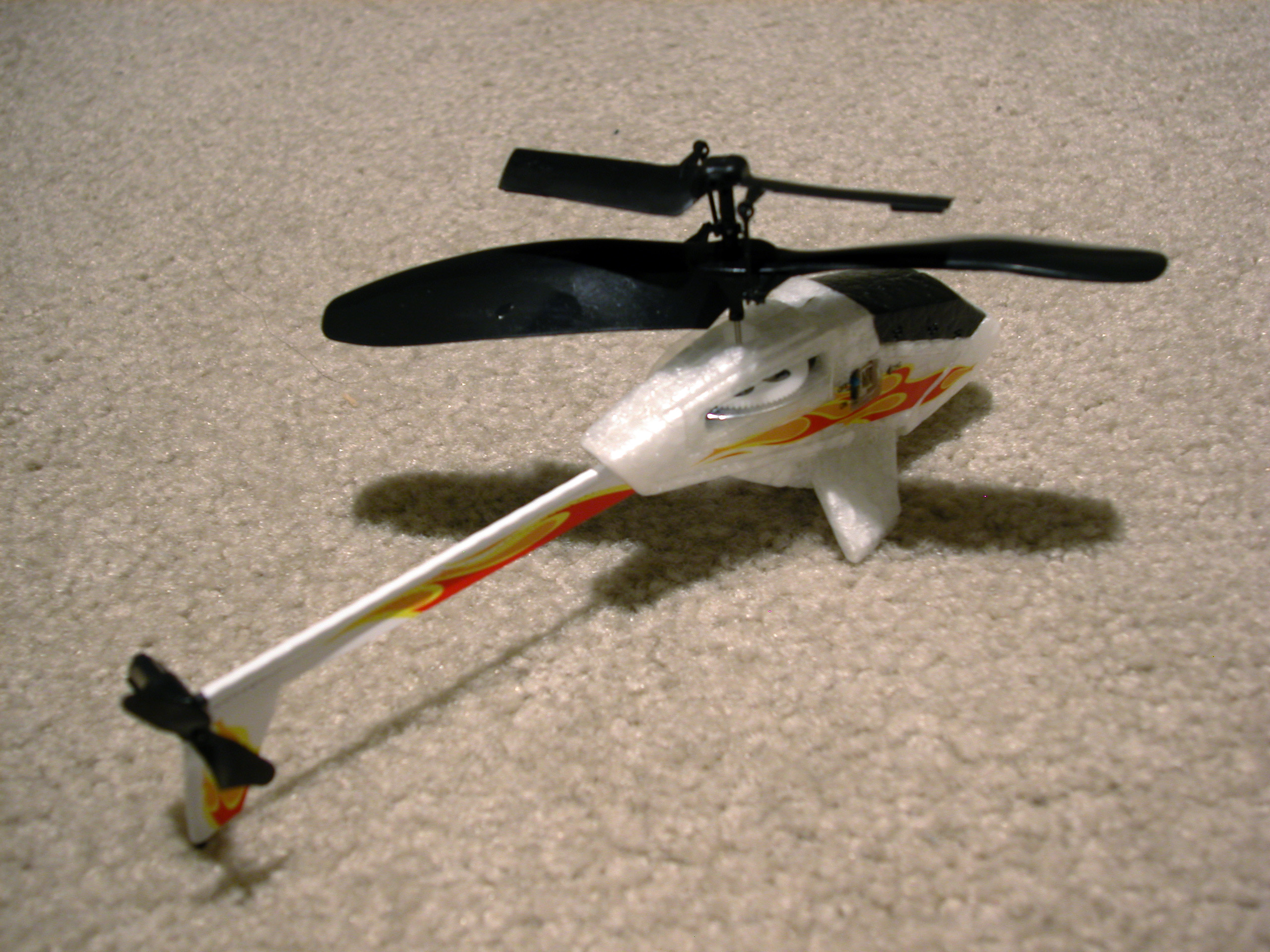
Silverlit PicooZ

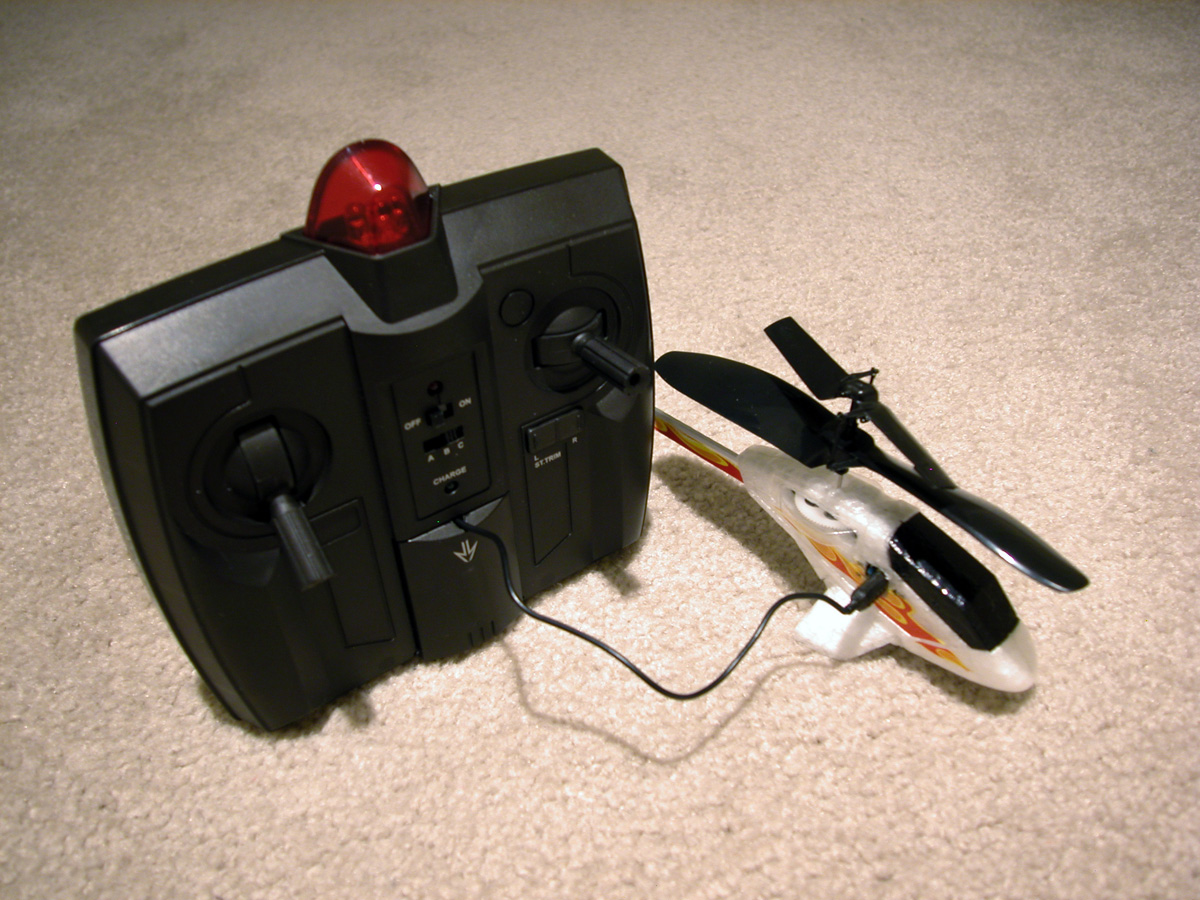
PicooZ wordt geladen vanuit de afstandsbediening

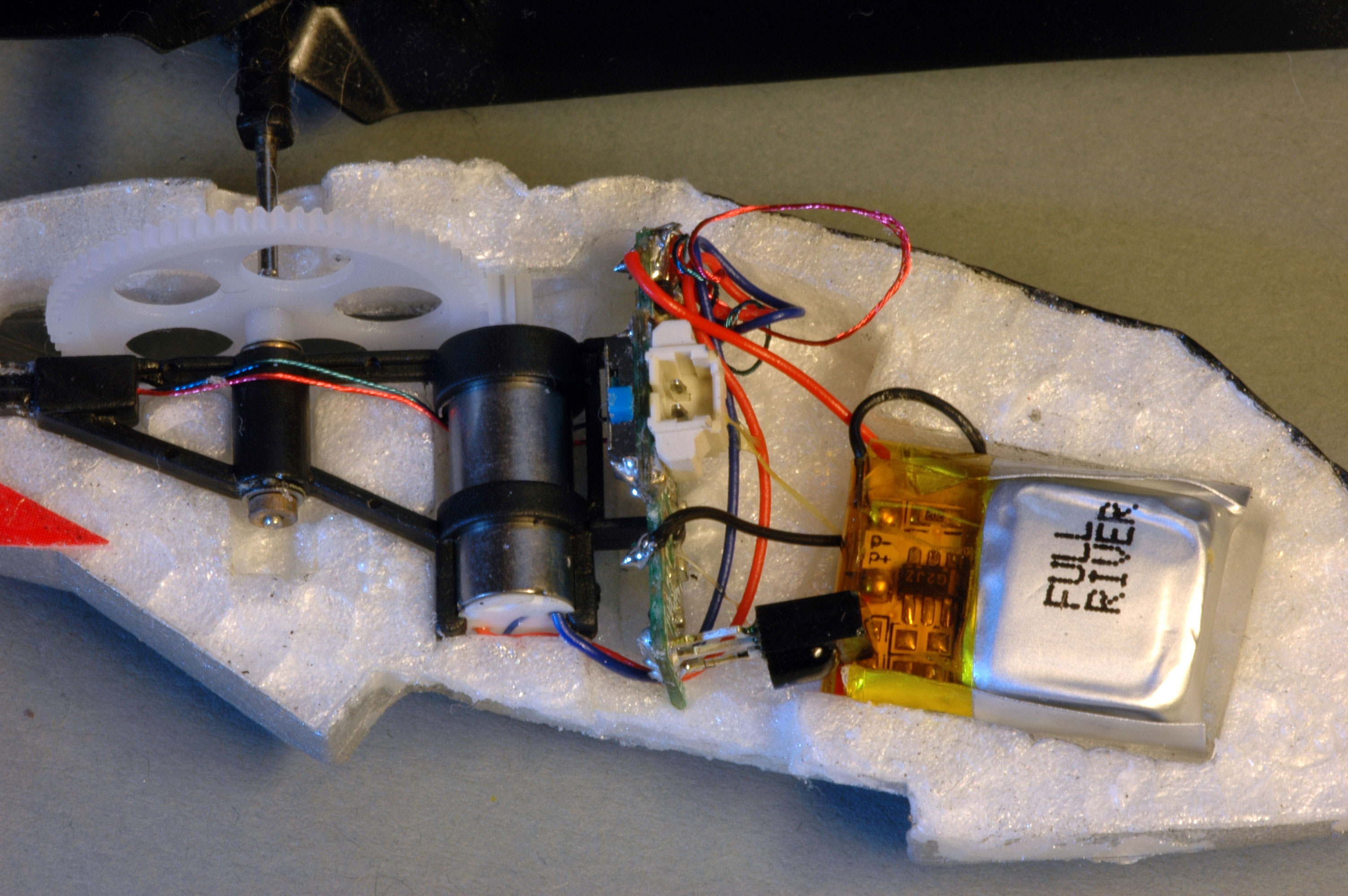
Binnenwerk; het tandwiel linksboven is ca. 22mm in diameter. Van links naar rechts zijn te zien de as van de hoofdrotor met tandwiel, de aandrijfmotor met klein tandwiel, de besturingselektronica met infrarooddetector en aansluiting voor het opladen, en de accu.

De Silverlit PicooZ is een modelhelikopter met draadloze afstandbesturing, ontworpen door de Belgische ingenieur Alexander van de Rostyne.
De Picooz is de kleinste helikopter ter wereld. Het is gemaakt van piepschuim, met twee kleine elektromotoren (voor hoofd- en staartrotor) en een lithiumpolymeeraccu. Het gewicht is ca. 10 gram.
De afstandbesturing is niet radiografisch maar werkt met infrarood licht (net als de afstandsbediening van een TV). Alleen de snelheid van beide rotoren is regelbaar, de vliegrichting is verder niet te sturen (er is geen tuimelschijf). Bijgeleverd worden enkele stukjes zelfklevend dun aluminium waarmee de voorzijde verzwaard kan worden; dit heeft tot gevolg dat de helikopter voorover gaat hellen en voorwaarts vliegen. De vliegrichting kan dan met de staartrotor worden beïnvloed.
De grote populariteit is te danken aan de lage prijs en eenvoudige bediening. Het is vrij eenvoudig om de Picooz stil te laten hangen; iets dat bij helikopters normaal gesproken juist vrij moeilijk is.
Het model is minder geschikt voor gebruik in de open lucht. Direct zonlicht kan storend werken op de infrarood-afstandbesturing en het toestel is erg gevoeling voor wind.

## Specificaties
- Diameter hoofdrotor: 130 mm
- Lengte: 170 mm (excl. rotors)
- Diameter staartrotor: 30 mm
- Gewicht: 10 g
- Oplaadtijd: ca. 20 minuten
- Vliegduur: 5 tot 7 minuten met één acculading
- Afstandsbediening: 2-kanaals proportioneel infrarood
- Voeding:
  - Lithiumpolymeeraccu (helikopter)
  - 6 AA-batterijen (afstandsbediening)
- Bereik: ca. 10-15 m